# The Lockdown Sessions
Albums de Elton John
Wonderful Crazy Night
(2016) Regimental Sgt. Zippo
(2021)
Singles
1. Cold Heart (Pnau remix)
Sortie : 13 août 2021
2. After All
Sortie : 22 septembre 2021

The Lockdown Sessions est le 32e album studio du chanteur et pianiste britannique Elton John, sorti en 2021. Il s'agit d'un album contenant principalement des titres enregistrés pendant la pandémie de Covid-19 et durant l'arrêt de sa tournée d'adieu Farewell Yellow Brick Road (en).

## Contenu
L'album contient quelques titres déjà publiés auparavant : Learn to Fly (juin 2020), Chosen Family est présente sur le premier album de Rina Sawayama, The Pink Phantom est tirée de l'album Song Machine: Season One - Strange Timez (2020) de Gorillaz, la reprise de It's a Sin des Pet Shop Boys est sortie en mai 2021, la reprise de Nothing Else Matters de Metallica avec divers artistes dont Miley Cyrus est incluse sur The Metallica Blacklist alors que One of Me apparait sur l'album Montero de Lil Nas X.
Elton John enregistre par ailleurs de nombreuses autres collaborations avec Eddie Vedder (Pearl Jam), Brandi Carlile, Charlie Puth, Stevie Wonder, Nicki Minaj, Young Thug et Stevie Nicks. Le chanteur-pianiste décrit le processus d'enregistrement particulier en raison de la pandémie de Covid-19 :

« Certaines des sessions d'enregistrement devaient se faire à distance, via Zoom, ce que je n'avais évidemment jamais fait auparavant. Certaines sessions ont été enregistrées dans le cadre de règles de sécurité très strictes : travail avec un autre artiste, mais séparés par des écrans de verre. Mais tous les morceaux sur lesquels j'ai travaillé étaient vraiment intéressants et diversifiés, des trucs complètement différents de tout ce pour quoi je suis connu, des trucs qui m'ont fait sortir de ma zone de confort vers un territoire complètement nouveau. Et j'ai réalisé qu'il y avait quelque chose d'étrangement familier à travailler comme ça. Au début de ma carrière, à la fin des années 60, j'ai travaillé comme musicien de session. Travailler avec différents artistes pendant le confinement m'a rappelé ça. J'avais bouclé la boucle : j'étais à nouveau un musicien de session. Et c'était encore une explosion. »

## Singles
Le premier single extrait de l'album est Cold Heart (Pnau remix), en duo avec Dua Lipa. Produit par Pnau, ce titre combine plusieurs éléments d'anciens titres d'Elton John : Sacrifice, Rocket Man, Where's the Shoorah? et Kiss the Bride. Il sort le 13 août 2021 et atteint notamment la 1re place au UK Singles Chart.
Le second single est After All, une collaboration avec Charlie Puth, dévoilé le 22 septembre 2021,,.

## Liste des titres
| No  | Titre                                                                                                 | Auteur                                                                                                   | Producteurs                    | Durée |
| --- | --- | --- | ------------------------------ | ----- |
| 1.  | Cold Heart (Pnau remix) (avec Dua Lipa)                                                               | - Elton John - Bernie Taupin - Nicholas Littlemore - Samuel Littlemore - Peter Mayes                     | Pnau                           | 3:22  |
| 2.  | Always Love You (avec Young Thug et Nicki Minaj)                                                      | - John - William Walsh - Alexandra Tamposi - Andrew Wotman - Louis Bell - Jeffrey Williams - Onika Maraj |                                |       |
| 3.  | Learn to Fly (avec Surfaces)                                                                          | - Forrest Frank - Colin Padalecki                                                                        | Surfaces                       | 3:29  |
| 4.  | After All (avec Charlie Puth)                                                                         | - John - Charlie Puth - Jacob Kasher Hindlin                                                             | Puth                           | 3:28  |
| 5.  | Chosen Family (avec Rina Sawayama)                                                                    | Rina Sawayama                                                                                            | Danny L Harle                  | 4:40  |
| 6.  | The Pink Phantom (Gorillaz featuring Elton John & 6lack)                                              | - Damon Albarn - Remi Kabaka Jr. - Ricardo Valentine                                                     | - Gorillaz - Kabaka Jr.        | 4:13  |
| 7.  | It's a Sin (avec Years & Years)                                                                       | - Neil Tennant - Christopher Lowe                                                                        | - Pet Shop Boys - Stuart Price | 4:44  |
| 8.  | Nothing Else Matters (Miley Cyrus featuring Watt, Elton John, Yo-Yo Ma, Robert Trujillo & Chad Smith) | - Lars Ulrich - James Hetfield                                                                           | Watt                           | 6:35  |
| 9.  | Orbit (avec SG Lewis)                                                                                 | - John - Sophie Cooke - Samuel George Lewis                                                              |                                |       |
| 10. | Simple Things (avec Brandi Carlile)                                                                   | - John - Roman Campolo - Wotman                                                                          |                                |       |
| 11. | Beauty in the Bones (avec Jimmie Allen)                                                               | - John - Bruce Roberts - Taylor Bird - Phil Bentley                                                      |                                |       |
| 12. | One of Me (Lil Nas X featuring Elton John)                                                            | - Montero Hill - Ilsey Juber - Jasper Sheff - John Cunningham                                            |                                |       |
| 13. | E-Ticket (avec Eddie Vedder)                                                                          | - John - Edward Severson II - Wotman                                                                     |                                | 3:18  |
| 14. | Finish Line (avec Stevie Wonder)                                                                      | - John - Campolo - Tamposi - Wotman                                                                      |                                | 4:24  |
| 15. | Stolen Car (avec Stevie Nicks)                                                                        | - John - Tamposi - Wotman                                                                                |                                |       |
| 16. | I'm Not Gonna Miss You (avec Glen Campbell)                                                           | - Glen Campbell - Julian Raymond                                                                         |                                |       |